# Pariscope
Pariscope est un hebdomadaire parisien créé le 13 octobre 1965 et qui paraît jusqu'au 19 octobre 2016.
Agenda culturel de petit format (L 118 x H 158), Pariscope fournit les horaires et programmations des activités culturelles (cinémas, spectacles, théâtres, concerts…) à Paris et dans la région parisienne, assortis de quelques articles courts. Il parait le mercredi et partage un site web avec le mensuel Première.

## Historique
Il a eu pour titres Une semaine de Paris - Pariscope (par référence avec l'ancien hebdomadaire Une semaine de Paris qu'il avait absorbé) et Pariscop en raison d'un problème de nom de marque déposé.
En octobre 2013, Denis Olivennes, PDG de Lagardère Active alors propriétaire du titre, annonce que le groupe cherche à se séparer de certains de ses magazines afin de se concentrer sur les marques les plus rentables comme Elle, Paris Match, Télé 7 Jours…. Dix autres titres, dont Pariscope, sont vendus ou arrêtés s'ils ne trouvent pas acquéreur.
Le 2 avril 2014, le consortium 4B Media (Groupe Rossel et Reworld Media) reprend le titre, la version papier du titre revient alors à Reworld tandis que le site web reste chez Lagardère,,.
À la suite de difficultés financières et de la concurrence d'Internet, Pariscope publie son dernier numéro le 19 octobre 2016.

### Homonymie
- Pariscope, le titre d'un poème d'André Laude.